# Бой на Корчеевской луке (1658)
Бой на Корче́евской лу́ке или Корче́евском плёсе — речное сражение, произошедшее 30 июня 1658 года на Амуре близ впадения реки Сунгари между кораблями русских казаков приказного Онуфрия Степанова Кузнеца и цинской флотилией нингутского наместника Шарходы. Уничтожение казачьего отряда завершило первый этап борьбы между Русским царством и  Цинским Китаем за Приамурье.

## Предыстория
Остававшимся на Амуре после смещения Ерофея Хабарова казачьим войском и присоединившимися к нему другими русскими отрядами командовал назначенный Д. Зиновьевым десятник-пушкарь Онуфрий Степанов Кузнец. Казаки не устроили постоянного острога, а в течение нескольких лет плавали по Амуру и его притокам, собирая ценную пушнину. Маньчжурские власти считали приамурские земли своей родовой территорией, хотя ранее их практически не контролировали. Попытка цинских войск разгромить русский отряд в Кумарском остроге в 1655 году окончилась для них неудачей.
Тем не менее известный маньчжурский полководец Шархода — наместник крепости Нингута, связанной речными путями с Амуром, — постепенно накапливал войска, боевое снаряжение и готовился к решительному сражению. Напротив, силы казачьего войска на Амуре к тому времени значительно ослабели, так как отряд Степанова долго не получал боеприпасов из сибирских острогов: «стоять и дратца стало нечем, пороху и свинцу нет нисколько». После того, как Шархуда увёл приамурские племена земледельцев дауров и дючеров в Маньчжурию, русские испытывали и нехватку продовольствия. Занятые добычей пушнины, казаки не заводили собственные пашни, получая хлебные запасы у местного населения, теперь же «все в войске оголодали и оскудали, питаемся травою и кореньем».
Чтобы закрепить Приамурье за Россией, по царскому указу было учреждено Даурское воеводство (предшественник Албазинского). Воевода Афанасий Пашков был послан основать на Амуре укреплённый город и завести земледелие. В 1656 году он выступил в поход со значительным и хорошо обеспеченным отрядом (ок. 600 чел.), который к концу 1657 года добрался только до восточного Забайкалья, где и зазимовал. Отряд Онуфрия Степанова (540 чел.), зимовавший в амурских низовьях, в мае 1658 года пошёл вверх по Амуру навстречу Пашкову. Соединение двух русских отрядов дало бы им большое преимущество. Пока же Степанов сам разделил свои силы, выслав вперёд на легких стругах отряд Клима Иванова (180 человек). Иванов разведал всё среднее течение Амура до места бывшего Кумарского острога и в июне двинулся обратно к основному отряду Степанова (365 человек), который медленно шел вверх по Амуру на 11 тяжелых грузовых дощаниках и к концу июня добрался только до устья Сунгари.
Русские не знали, что в начале июня Шархода выступил из Нингуты и двинулся вниз по Сунгари в Приамурье. Маньчжуры учли неудачи предыдущей кампании 1654 года и, осознав невозможность победить русских только с суши, принялись за постройку флота. За зиму на верфи в Гирине было построено 52 речных судна (40 боевых и 12 грузовых); таким образом маньчжуры впервые могли дать бой русским не только на суше, но и на воде. Силы объединённого цинско-корейского войска составляли около 600 местных латников, около 100 канониров, присланных из Пекина, 100 стрелков из ручного огнестрельного оружия, срочно набранных из местных племён, неизвестного числа воинов знамённых войск, также направленных из Пекина, и отряда из 200 корейских аркебузиров, пришедших по приказу императора Цин из вассальной Кореи под командованием уху провинции Хамгён Син Ню. По свидетельству Син Ню, из Пекина прибыло не менее 50 кожаных орудий. На флотилии находился и многочисленный вспомогательный персонал — матросы из ссыльных китайцев, слуги, конюхи, кашевары и т. д. Местные племена, по плану Шарходы, ограничивались ведением разведки и в самом бою не участвовали.

## Сражение
Утром 30 июня 1658 года цинская флотилия (по русским данным — 47 судов, названных казаками «бусами») вышла из Сунгари на Амур и сразу обнаружила стоявшие посередине широкой реки на якорях 11 русских дощаников, которые, видимо, дожидались попутного ветра. Увидев превосходящие их числом вражеские корабли, русские немедленно снялись с якоря, подняли паруса и направились вниз по течению Амура. Маньчжуры, разделившись на три отряда, устремились в погоню, постепенно настигая тяжелые русские суда и окружая их со всех сторон. На дальней дистанции завязалась артиллерийская перестрелка, в которой маньчжуры имели полное огневое преимущество перед русскими, у которых было только 6 пушек (из них 2 трофейные). Понимая, что дощаникам не уйти от более быстроходных маньчжурских судов, Степанов направился к правому берегу Амура, где выстроил свои корабли в оборонительную линию поперёк небольшого залива — Корчеевской луки, в 10 верстах ниже устья Сунгари.
Шархода повёл свою флотилию на сближение с казачьим отрядом. Когда флотилии сошлись, между ними завязалась жестокая перестрелка из пушек и пищалей. Имея мало пушек, казаки не уступали противнику в ручном огнестрельном оружии; у них было свыше 300 ружей с кремнёвым замком, к тому же более совершенных, чем фитильные ружья маньчжур и корейцев. Однако пороховые запасы в отряде Степанова были на исходе, поэтому огонь русских пищалей оказался слабее, чем у их врагов. Через некоторое время маньчжурам и корейцам удалось сбить всех казаков с палуб дощаников, русские частью бежали под огнём на берег, частью укрылись в трюмах под защитой толстых палубных досок.
Маньчжуры подвели свои суда вплотную, закинули на русские дощаники крючья и, взобравшись на них, попытались поджечь. Однако, считая казачьи суда покинутыми, Шархода запретил это, желая захватить собранные казаками меха. Казаки, воспользовавшись промедлением противника, выбрались их трюмов и открыли огонь по маньчжурам, нанеся им серьёзные потери. Однако затем маньчжуры стали обстреливать дощаники зажигательными стрелами, и семь кораблей загорелось. «Находившиеся в заложницах на вражеских кораблях 100 женщин-дючерок выбрались на берег и молили о спасении. Их тут же освободили. Остальные враги либо умерли внутри кораблей, либо погибли от пуль на берегу, и их тела лежали рядом.»
Казаки бежали с дощаников на заросший лесом берег, где их встретило тучами стрел ополчение дючеров. Маньчжуры взяли на абордаж четыре уцелевших русских судна, перебив остававшихся там казаков. Захваченные русские суда были оставлены у берега под охраной цинских кораблей. Ночью скрывавшимся казакам удалось вернуть себе «Спасское» судно (с походной церковью во имя Христа Спасителя) и бежать на нём вверх по Амуру. Погоня была безрезультатна. Ещё 65 казаков ушли, пробившись через лес. Около десятка казаков сдались в плен на второй день после битвы. Остальные 270 казаков, в том числе командир отряда Онуфрий Степанов, погибли.

## После битвы
В первых числах июля к устью Сунгари подошли струги отряда Клима Иванова. Русские увидели на Корчеевском плёсе многочисленные маньчжурские корабли, а между ними «разломанные» суда своих товарищей. Посчитав весь отряд Степанова погибшим, Иванов повернул вверх по Амуру. Шархода не стал преследовать русских, видимо, не надеясь нагнать их лёгкие струги. В августе Иванов встретил казаков, посланных на Амур воеводой Пашковым — для установления связи с войском Степанова. Узнав через них о разгроме маньчжурами основного русского отряда, Пашков отказался от планов основания острога на Амуре и занялся обустройством Нерчинска, ставшего центром Даурского воеводства. Уцелевшие казаки из войска Степанова разделились на несколько мелких отрядов, которые один за другим ушли через горы в Якутию. Добившись того, что русские покинули Приамурье, маньчжуры вновь потеряли интерес к северным землям вплоть до восстановления в 1665 году беглыми илимскими казаками Албазинского острога. Корейцы впервые получили удививший их трофейный образец ружья с ударно-кремнёвым замком, принципиально отличавшийся от использовавшегося ими фитильных ружей. Возможность напрямую говорить с русскими пленными окончательно прояснило ошибочность их более ранней идентификации как «маучже» (китайское обозначение сахалинских айнов).